# Печен боб
Печен боб или Боб на фурна е популярно интернационално ястие, съдържащо фасул (боб), запечен (или, независимо от наименованието – задушен) в сос, различни видове меса, домати, зеленчуци и подправки.
Повечето консерви печен боб, които се предлагат на пазара, са произведени от боб, известен също като „флотски боб“ – разновидност на Phaseolus VULGARIS, задушен в сос.
Подобни ястия са „свинско с боб“ и „боб с наденица“, които включват свинско месо и различни видове сурова или опушена наденица, добавени към боба при печенето.
Във Великобритания се приготвя най-често с доматен сос. В американския град Бостън при приготвянето на печен боб се използва свинско месо и сос от меласа, които са толкова популярна местна храна, че градът е наричан на шега „Бобеният град“ (на английски език – Beantown). Друга известна северноамериканска разновидност на печения боб е този приготвян в района на канадския град Квебек, където при приготвянето му се добавя кленов сироп, даващ специфичен вкус на ястието.

## История
Фасулът, използван като част от ястие идва от Северна Америка, като за първи път в Европа се приготвя през 1528 г. в Италия, и през 1547 година във Франция. Доматите са друго растение, което пристига в Европа от Новия свят. Боб и домати са били отглеждани заедно от американските индианци, използвайки метод за отглеждане наречен „Трите сестри“. Според различни традиции, моряците от южната част на Франция, много харесвали местна бобена яхния, наречена „cassoulet“, приготвяна основно в Северна Франция и Англо-Нормандските острови.
Най-вероятно, множеството регионални рецепти, както и кръстосването на различни видове фасул, в крайна сметка водят до кулинарната традиция за приготвяне на печен боб, позната днес.
Макар че много рецепти днес включват предимно задушаването на боба във фурна, традиционно печеният боб се приготвя в керамични или железни котлета. Бобът се е приготвял по много интересен начин в лагерите на дървосекачи, разположени в горите на щата Мейн. Там били използвани специални пещи с каменна облицовка, в които котлетата с боб били затваряни да се готвят през нощта или дори по-дълго.
Консервираният боб (най-често със свинско месо), е сред първите храни, които се предлагат в консерви. Консервирано в сол свинско месо и боб със задушени домати е било основното ястие на американската армия по време на Американската гражданска война (1861 – 1865).
В Българската национална кухня боб на фурна е много популярно и обичано ястие. Много често се приготвя с нярязани различни видове колбаси или месо. Традиционно към него се добавят лути чушки.